# Kreisleriana (E. T. A. Hoffmann)
Die Kreisleriana sind zwölf scheinbar nicht zusammenhängende, tragisch angelegte Einzeltexte von E. T. A. Hoffmann, die erstmals zwischen 1810 und 1814 in der Allgemeinen musikalischen Zeitung abgedruckt wurden und 1814 und 1815 im zweiten und vierten Band der Fantasiestücke in Callot’s Manier erschienen. Dem ersten Lektüreeindruck eines ,Textverhaus‘ widerspricht Steinecke: „Ihre Abfolge [die der Einzelstücke in den Kreisleriana] ist nicht zufällig und als Ganzes bilden sie ein geschlossenes Werk.“ Somit seien die Kreisleriana das erste bedeutende Werk des Autors, mit dem er über die Frühromantik in die Moderne hinausgewiesen habe. Hoffmanns Roman Lebens-Ansichten des Katers Murr enthält weitere Kreisler-Fragmente.

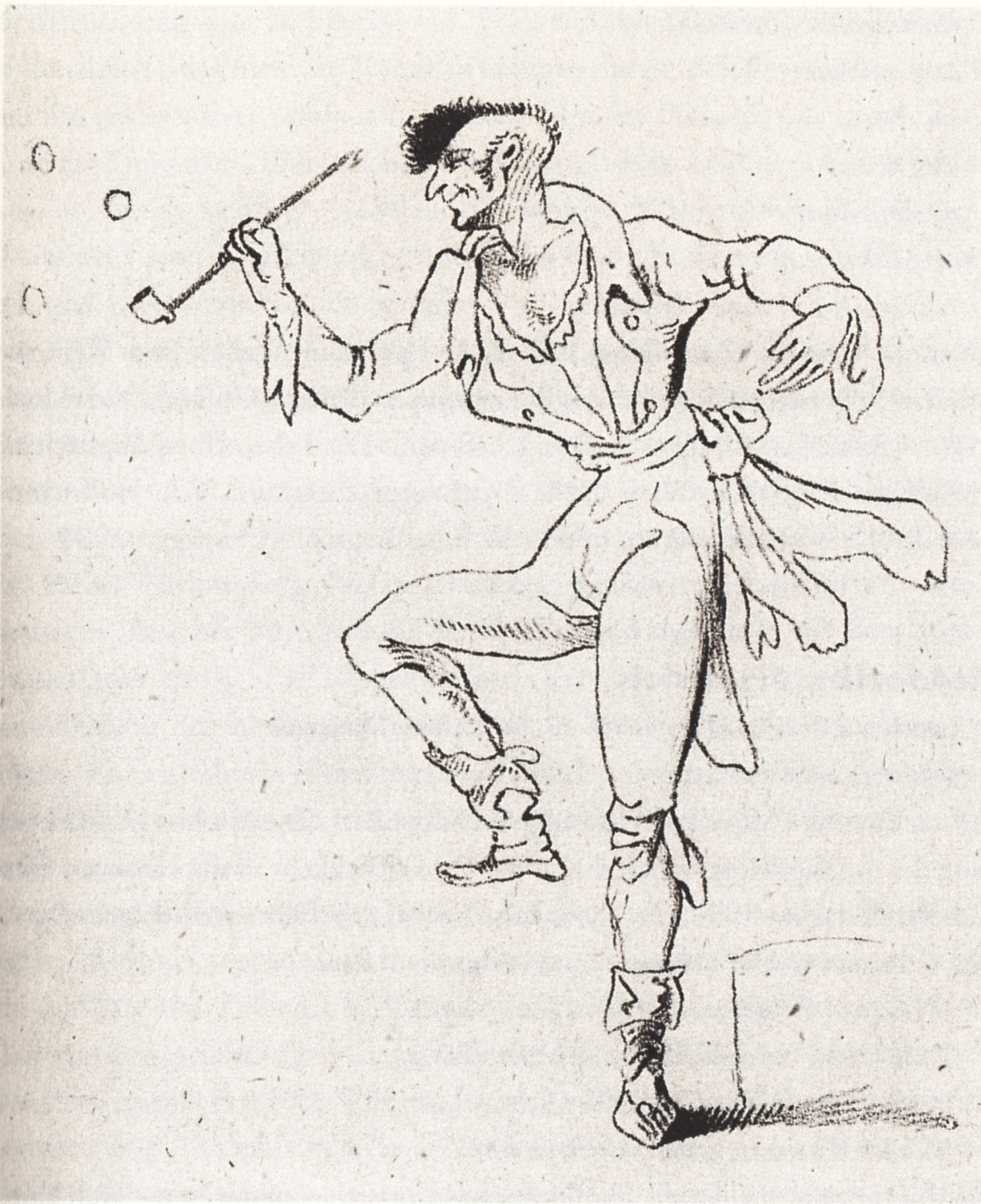
E. T. A. Hoffmann: Der Kapellmeister Johannes Kreisler im Wahnsinn, Bleistiftzeichnung (1822)

Der Kapellmeister Johannes Kreisler gilt als die „Künstlerfigur der Romantik überhaupt“. Seine Differenzen mit der Welt folgen aus einer Ausweglosigkeit: die Bindung des Künstlers an das bürgerliche Publikum.

## Form
E. T. A. Hoffmann lässt ein Fräulein von B. den überwiegend brieflichen Nachlass ihres lieben Meisters Johannes Kreisler herausgeben. In den Papieren kommt Kapellmeister Kreisler meist selbst zu Wort. So schreibt er im zweiten Kreislerianum – überschrieben als „Ombra adorata!“ – an seinen treuen Freund, den reisenden Enthusiasten, im sechsten „Der vollkommene Maschinist“ an den Bühnenmechanikus sowie an den Herrn Dekorateur, im siebten antwortet er dem Baron Wallborn und im zwölften Kreislerianum schreibt er an die eigene Adresse. Sogar ein gebildeter Affe darf sich brieflich an seine Freundin Pipi nach Nordamerika wenden.
Bei der Lektüre der zwölf Kreisleriana fallen nur ganz wenige Merkmale ins Auge, die auf den gleich eingangs im Text genannten Wahnsinn des Schreibers hindeuten könnten. Kreisler trägt in vernünftigem oder aber auch einmal in satirischem Ton Kunstansichten vor, plaudert aus den Jugendjahren und karikiert bitterböse den gebildeten Bürger. Eines trifft allerdings zu. „Die sogenannte verständige Welt“ – das sind die engstirnigen, verständnislosen Philister – erklären Kreisler für unzurechnungsfähig. Werner meint: „Der Wahnsinn Kreislers folgt aus dessen Kontakt mit einer höheren Welt, in der die Gesetze und Verhaltensnormen des Diesseits nicht gelten. Im Wahnsinn erschließt sich dem Künstler ein gesteigertes Sein; der wahnsinnige Musiker steht in näherer Beziehung zum Weltgeist und entzieht sich den ihn beengenden Verhältnissen.“ Noch ein anderer Gesichtspunkt müsse beachtet werden. E. T. A. Hoffmann, misstrauisch gegen die aus dem 18. Jahrhundert überkommene Aufklärung, habe sich für Exzentriker wie Kreisler interessiert. Nicht auf den ersten Blick vereinbar erscheinen in dem Zusammenhang zwei Kunstansichten E. T. A. Hoffmanns. Der Künstler müsse einerseits den Wahnsinn durchschreiten, brauche aber andererseits Ruhe und Heiterkeit. Nipperdey hat zu dem Hoffmannschen Reich des Wahnsinns promoviert. Werner zitiert aus Nipperdeys Dissertation zu jenen Blicken des Dichters „in die Abgründe der menschlichen Seele“: „Abnormitäten und Wahnsinn sind nicht Krankheitseinbrüche von außen, geschweige denn somatische Erkrankungen, sondern es sind seelische Entwicklungen besonderer Art, die aus der Eigentümlichkeit der Psyche und aus dem Lebensschicksal hervorgehen.“ Zu den Ursachen von Kreislers Wahnsinn äußert sich auch Safranski.
Wenn die zwölf Stücke als Vorgeschichte des Weggangs von Kapellmeister Kreisler aus der Provinzstadt gelesen werden, findet der Leser manchen Fingerzeig. So sagt der Protagonist am Ende des Stücks „Kreislers musikalisch-poetischer Clubb“: „Aber fort muß ich bald auf irgend eine Weise.“ Und der Erzähler erläutert dazu: „Es geschah auch bald wie er gesprochen.“

## Handlung

### Teil I
Kreisler ging weg und gilt seither als verschollen. Zuletzt hatten sich die Freunde über seine Gebaren gewundert – zum Beispiel über das nächtliche Komponieren in exaltiertester Stimmung und das Verbrennen der herrlichen Komposition am nächsten Tag. Als Kreisler lustig singend durch das Stadttor hinaushüpfte, mit zwei übereinander gestülpten Hüten auf dem Kopfe und Rastralen im Gürtel, sei er gesehen worden.
1. Johannes Kreisler's, des Kapellmeisters musikalische Leiden
Kreisler schreibt, er sei bereits fünf Jahre in der Stadt und davon viereinhalb Jahre Musiklehrer der beiden völlig unmusikalischen Töchter Marie und Nanette des reichen geheimen Rates Röderlein. Kreisler beschreibt eine Abendgesellschaft im Röderleinschen Hause. Die älteren Gäste bleiben den musikalischen Darbietungen fern und spielen nebenan Karten. Was Wunder – Marie und Nanette zieren sich und treten dann doch auf. Kreisler muss am Flügel phantasieren. Viel lieber vollendete er zu Hause seine neue Klaviersonate. Aber der grimmige Kreisler treibt mit seinen Bach-Variationen einen tapferen Zuhörer nach dem andern an den Spieltisch. Kreisler plaudert aus, Röderleins Nichte, das talentierte Fräulein Amalie, fessele ihn an dieses Haus. Allerdings tritt Amalie vor den Kunstbanausen in dieser Teegesellschaft nicht auf. Das Zeug zum wackeren Künstler habe auch der Diener Gottlieb, ein 16-jähriger Bursche mit tiefem Kunstsinn. Künstler, so beobachtet Kreisler, träten immer aus der ärmeren Klasse hervor.
2. Ombra adorata!
Szenenwechsel. Kreisler tritt in den Konzertsaal und begleitet die glockenhelle Stimme einer Frau zu der Arie „Ombra adorata“ auf dem Flügel. Somit kann er sich wieder „über die Schmach des Irdischen“ – genauer, über des Pöbels ekelhaften Hohn – erheben. Zuvor hätte sich Kreisler in den äußersten Winkel des Saals verkriechen können. Ein treuer Freund hatte seine nach eigenem Bekunden „kurze unbedeutende Ouvertüre“ zu Gehör gebracht. Anspruchsvolle Musik – so Kreisler – müsse den Hörer wunderbar und bequem reizen und das Denken weitgehend unterdrücken.
3. Gedanken über den hohen Wert der Musik
Kreisler meint, der Künstler wolle das Publikum lediglich angenehm unterhalten und versteht unter einer gelungenen Komposition eine angenehme Melodienfolge, „die sich gehörig in Schranken hält... ohne zu toben“. Die Musik, das geheimnisvolle, in Tönen gesprochene Sanskrit der Natur, müsse den Menschen mit Sehnsucht erfüllen. Ist das erreicht, könne der Hörer auf einmal sogar das Lied der Bäume, Blumen, Tiere, Steine und Gewässer erlauschen.
4. Beethovens Instrumental-Musik
Der gewaltige Genius Bach und auch Haydn, Mozart sowie Beethoven sind Kreislers große Geister. Während Haydns Kompositionen „Ausdruck eines kindlichen heitern Gemüts“ seien, komme Beethovens ernste und feierliche Musik „aus einem unbekannten Lande“ in unsere beengte Welt herüber. Beethoven, auch ein Genius und für Kreisler der Magier und Meister, habe die Wunder dieser Welt in sein Werk gezwungen und mehr noch. Beethoven führe den Hörer „in das ferne Geisterreich der Töne“.
5. Höchst zerstreute Gedanken
Rückblende in die frühe Jugendzeit: Da führt Kreisler ein geheimes Tagebuch mit zerstreuten Gedanken. Nachdem es der Cousin in die Finger bekommen und bekritzelt hatte, verbrennt Johannes sein Büchlein.
Kreislers Äußerungen betreffen meist Vorgänge im Komponisten. Die verdeutlicht er an seinen großen Vorbildern mit „Anekdötchen“. Mozart zum Beispiel habe sich über seine Freunde lustig gemacht, die sich um die Uraufführung des „Don Juan“ sorgten. Die Ouvertüre wurde gerade noch zum spätestmöglichsten Termin fertig. Die Freunde wussten wahrscheinlich nicht – eine Oper liegt im Kopfe des Komponisten komplett fertig komponiert vor, bevor er die erste Notenzeile niederschreibt.
Und noch eine Anekdote gibt Kreisler zum Besten: Rameau auf dem Sterbebett. Der Priester drängt immer wortreicher zur christlichen Einkehr. Solches Ansinnen missbilligt der sterbende Komponist. Wie könne der Geistliche so falsch singen. Rameau hatte schon an der Himmelspforte angeklopft und war bereits im Versinken in den reinen Harmonien dort droben, wo jedes heraufdringende Wort als Gekrächze zurückgewiesen wird.
6. Der vollkommene Maschinist
Kreisler, in der Welt der Oper zu Hause, begibt sich hinter die Kulissen, besteigt den Schnürboden und sorgt sich um Zuschauerängste, die später während der Aufführung aufkommen könnten: „Der Wolkenwagen oder die Wolke muß daher in vier recht dicken, schwarz angestrichenen Stricken hängen und ruckweise im langsamsten Tempo heraufgezogen oder herabgelassen werden.“

### Teil II
1. Brief des Baron Wallborn an den Kapellmeister Kreisler
Das oben genannte Fräulein von B. war so freundlich. Es hat den Baron Einblick in einige von Kreislers Papieren nehmen lassen. So kann Wallborn reflektieren: Kreisler urteile zu hart über das ungeniale Musizieren. Dem toleranten Wallborn ist der schlechteste Klang – also das „Klavierklimpern und Gesangesstümpern“ – lieber als das Schweigen. Dieser Baron (der Brief stammt aus der Feder von Friedrich de la Motte Fouqué), der seinen Brief mit „Der einsame Wallborn“ unterzeichnet, den die Leute „toll“ nennen, freut sich schon über „ein wenig Engelsharmonie“.
2. Brief des Kapellmeisters Kreisler an den Baron Wallborn
Kreisler setzt den tollen Baron offenherzig über den Spuk ins Bild, den ein Droll mit ihm getrieben hatte. Bei der Gelegenheit trug Kreisler ein Kleid in Cismoll mit einem edurfarbenen Kragen. Zornig und toll war Kreisler „über das Musiktreiben des Pöbels“ geworden. Da sprangen die eigenen Noten „wie kleine schwarze vielgeschwänzte Teufelchen empor“. Nun geht er morgen fort. Neue Stiefeln hat er schon angezogen.
3. Kreislers musikalisch-poetischer Clubb
Es geht hoch her. Der Freijäger-Konzertmeister schmeißt Kreisler Lichtscheren in die Saiten. Der Kapellmeister muss dem Wahnsinn, das ist das Gespenst mit der Strohkrone auf dem kahlen Schädel, widerstehen.
An dem Abend trägt der Joviale aus seinem Manuskript „Prinzessin Blandina. Ein romantisches Spiel in drei Aufzügen“ vor. Zuhörer sind neben Kreisler der reisende Enthusiast, der Bedächtige, der Unzufriedene und der Gleichgültige. Obwohl der Unzufriedene das Stück flach findet, behält der Joviale die gute Laune.
4. Nachricht von einem gebildeten jungen Mann
E. T. A. Hoffmann nennt dieses Kreislerianum einen „humoristischen Aufsatz“. Im Hause des geheimen Kommerzienrates R. wurde dem Affen Milo – direkt vom Baum geholt – von einem Professor der Ästhetik das Sprechen, Lesen und Schreiben gelehrt. Im Großen und Ganzen kann sich Monsieur Milo, anständig gekleidet, in der Gesellschaft bewegen. Kleine Ausrutscher kommen schon einmal vor. Der Affe kratzt mitunter eine Dame beim Handkuss oder er kann sich während des Soupers nicht bezähmen und wirft dem Hausherrn einen Apfel in die Perücke. Kreisler bringt einen Brief Milos an die Äffin Pipi. Milo berichtet nach Amerika, dank seiner länglichen Finger könne er am Fortepiano zwei Oktaven greifen. Das hat er auch nötig. Das Waldtier arbeitet an seiner ersten Oper.
5. Der Musikfeind
Kreisler erzählt aus Kindertagen. Daheim führte der Vater das Regiment. Die Interpretationen durchweg überlanger Stücke dieses Musikliebhabers musste jeder Zuhörer bis zum Schluss über sich ergehen lassen. Der Vater hielt gar nichts von der Musikalität des kleinen Johannes, bis er ihm Unterricht am Flügel gestattete. Nach intensiver Einübung brachte dann Johannes zum Entzücken des Vaters ein Stück in E-Dur zu Gehör. Ein Gast unter den Zuhörern bemerkte F-Dur. Der blamierte Vater schlug zu. Johannes rannte schreiend davon. Fortan wurde der Junge „Musikfeind“ geschimpft.
6. Über einen Ausspruch Sachini's, und über den sogenannten Effekt in der Musik
In dieser musiktheoretischen Abhandlung zur Kirchenmusik und zur Oper spricht sich Kreisler gegen eine Modeerscheinung aus – das überladene Instrumentieren und das bizarre, unmotivierte Modulieren. Er beruft sich dabei auf einen Ausspruch Sachinis gegenüber le Brün. In der Kirchenmusik – dieser überirdischen Sprache des Himmels – seien solche Modulationen fehl am Platze. Denn der Hörer wolle das Irdische, das den Gärungsstoff des Bösen enthalte, hinter sich lassen. Also ist die Modulation in die Oper zu verweisen. Kreisler ermahnt den Anfänger unter den Opernkomponisten: Es gibt in der Oper viel Wichtigeres als die Modulation. An allererster Stelle steht die Melodie. Nur ein Tongedicht, das wahr und kräftig aus dem Innern des Komponisten hervorgeht, kann das Innere des Zuhörers erreichen.
7. Johannes Kreislers Lehrbrief
Das Entstehen der Melodie im Innern des Komponisten sei mit Worten schwer beschreibbar. Es gehe um das Auffassen der geheimen Musik der Natur. In diesem poetologischen Gespräch äußert sich Kreisler auch noch über einige frühe Stationen seiner Karriere als Musikus und sagt dann zu sich selbst: „Es ist kein leeres Bild, keine Allegorie, wenn der Musiker sagt, daß ihm Farben, Düfte, Strahlen als Töne erscheinen.“

## Rezeption
Zeitgenossen äußern:
- Nach dem Erscheinen des ersten Teils wird der Text in der Wiener und in der Leipziger Literatur-Zeitung sowie in den Heidelbergischen Jahrbüchern gelobt. Die Kritik des Kunstbetriebes der Zeit wird bemerkt. Hinter Kreisler wird – zögernd noch – E. T. A. Hoffmann vermutet.[26] Nach dem Erscheinen des zweiten Teils mischt sich in die Besprechung der Wiener Literatur-Zeitung auch Tadel (für Kreislers Clubb).[27] Die Kreisler-Figur, hinter der nun ihr Verfasser gesehen wird[A 6], macht den Text allmählich interessant.[28]
- Die „Prinzessin Blandina“ bleibt unbeachtet. Allein Brentano lobt 1816 das Schauspiel. Darin habe ihm zwar „Vieles sehr gefallen“[29], das „Prinzip der Illusionszerstörung“[30] aber nicht.

Neuere Äußerungen:
- Steinecke[31] sieht in Kafkas Rotpeter einen würdigen Nachfahren des Affen Milo (in: „Nachricht von einem gebildeten jungen Mann“).
- Das erste Kreislerianum „Johannes Kreisler's, des Kapellmeisters musikalische Leiden“ enthält autobiographische Bezüge zu E. T. A. Hoffmanns Zeit in Bamberg.[32] Werner[33] registriert die Abhängigkeit des Musikers Kreisler vom Besitzbürgertum und spricht sogar von Kreislers Kampf auf Leben und Tod gegen jene Bürger. Der Wert des Genies werde vom kunstbeflissenen Bürger, der ihn verständnislos bestaunt, nicht anerkannt. Kreisler werde höchstens geduldet. E. T. A. Hoffmann wolle „erzählen, was er gelitten hat“ und verstecke sich dabei hinter dem von ihm erfundenen Kreisler.[34]
- E. T. A. Hoffmann habe Diderots „Jakob, der Fatalist“ geschätzt. Der Einstieg in beide Werke ist vergleichbar[35]: „Wo ist er her? – Niemand weiß es! – Wer waren seine Eltern? – es ist unbekannt! – Wessen Schüler ist er?“[36]

- Details finden sich bei Steinecke[37]. Er[38] nennt auch Arbeiten von Susanne Asche (Königstein/Taunus 1985), Hanne Castein (Stuttgart 1983), Raphaël Célis (Brüssel 1982), Carl Dahlhaus (1981), Klaus-Dieter Dobat (Tübingen 1984, S. 155), Bernhard J. Dotzler (1986), Helmut Feldmann (Köln 1971), Horst-Jürgen Gerigk (Hürtgenwald 1989), Lutz Hermann Görgens (Tübingen 1985), Walter Jost (Frankfurt am Main 1921), Jocelyne Kolb (1977), Sigrid Oehler-Klein (Stuttgart 1990), Patrick Thewalt (Frankfurt am Main 1990), Wolfgang Wittkowski (Berlin 1984), Günter Wöllner (Bern 1971) und eine eigene Arbeit (Heidelberg 2002). Kaiser[39] weist noch auf die Arbeiten von Claudio Magris (Mailand 1984) und Steven Paul Scher (Hrsg. von „Literatur und Musik“, Berlin 1984, S. 300) hin.

- An den Schluss seiner Aufzeichnungen setzt Kreisler ein riesengroßes christliches Kreuz. Kaiser versucht eine Interpretation als göttliche Selbstverklärung des Tonkünstlers Kreisler in der Nachfolge Christi[40].

## Mediale Adaption
- 1838: Schumann opus 16: Klavierzyklus
- 27. Juni 1953: ARD-Fernsehfilm von Hans-Waldemar Bublitz: Johannes Kreisler, des Kapellmeisters musikalische Leiden mit Herbert Wilk in der Titelrolle.
- Buchillustration: Radierungen von Karl-Georg Hemmerich.
- 1971: Der Titel des Vinylalbums Kreisleriana des Kabarettisten Georg Kreisler nimmt augenzwinkernd auf Hoffmanns und Schumanns Werke Bezug.[41]

## Ausgaben

### Erstdrucke
- I, 1. Johannes Kreisler’s, des Kapellmeisters, musikalische Leiden, in: Allgemeine musikalische Zeitung, 12. Jg., Nr. 52, 26. September 1810, Sp. 825–833, anonym.
- I, 3. Gedanken über den hohen Werth der Musik, in: Allgemeine musikalische Zeitung, 14. Jg., Nr. 31, 29. Juli 1812, Sp. 503–509, anonym.
- I, 4. Beethovens Instrumental-Musik, Bearbeitung zweier Aufsätze aus: Allgemeine musikalische Zeitung, 12. Jg., 1810, Nr. 40+41, Beethoven op.67 C-moll Symphonie, und 15. Jg., 1813, Nr. 9, Beethoven op. 70 Zwei Trios; die vorliegende Fassung zuerst in: Zeitung für die elegante Welt, 13. Jg., Nr. 245-47, 9-11. Dezember 1813, anonym.
- I, 5. Höchst zerstreute Gedanken, in: Zeitung für die elegante Welt, 14. Jg., Nr. 2-5, 4-8. Januar 1814, gez: vom Kapellmeister J. Kreisler.
- II, 2. Brief des Kapellmeisters Kreisler an den Baron Wallborn, in: Die Musen, 1814, Drittes und letztes Stück, S. 272–293
- II, 4. Nachricht von einem gebildeten jungen Mann, in: Allgemeine musikalische Zeitung, 16. Jg., Nr. 11, 16. März 1814 Sp. 178–187, gezeichnet: aus den Papieren des Kapellmeisters, Johannes Kreisler.
- II, 5. Der Musikfeind, in: Allgemeine musikalische Zeitung, 16. Jg., Nr. 22, 1. Juni 1814 Sp. 367–373, anonym.
- II, 6. Ueber einen Ausspruch Sacchini’s, und über den sogenannten Effekt in der Musik, in: Allgemeine musikalische Zeitung, 16. Jg., Nr. 29, 20. Juli 1814 Sp. 477–485, anonym.
- II, 7. Johannes Kreislers Lehrbrief, Erstfassung unter dem Titel Ahnungen aus dem Reich der Töne, in: Morgenblatt für gebildete Stände, 10. Jg., Nr. 45-46, 21+22. Februar 1816, S. 177–178+182-183, gezeichnet: Hff (war bereits 1814 geliefert).

### Erstausgabe
- Kreisleriana. Nro. 1-6. S. 47–196 in: Fantasiestücke in Callot’s Manier. Blätter aus dem Tagebuche eines reisenden Enthusiasten. Mit einer Vorrede von Jean Paul. ‹Erster Band›. 240 Seiten. Neues Leseinstitut von C. F. Kunz, Bamberg 1814
- Kreisleriana. S. 105–389 in: E. T. A. Hoffmann: Fantasiestücke in Callot's Manier. Vierter und letzter Band. 389 Seiten. C. F. Kunz, Bamberg 1815

### Ausgabe letzter Hand
- von Hoffmann revidiert, in: Fantasiestücke in Callot’s Manier, Zweite, durchgesehene Auflage in zwei Theilen, Erster Theil, S. 29–116 und Zweiter Theil, S. 285–371, Bamberg 1819 bei C. F. Kunz.

### Weitere Ausgaben
- E. T. A. Hoffmann: Fantasiestücke in Callot’s Manier. 3. Auflage, Brockhaus, Leipzig 1825, [veränderte Orthographie]
- E. T. A. Hoffmann’s sämtliche Werke in 15 Bänden. Herausgegeben von Eduard Grisebach, Hesse, Leipzig 1900, Band 1: Fantasiestücke in Callots Manier archive.org
- Das Kreislerbuch – Texte, Compositionen und Bilder. Herausgegeben von Hans von Müller, Insel, Leipzig 1903
- E.T.A. Hoffmanns Sämtliche Werke. Historisch-kritische Ausgabe mit Einleitungen, Anmerkungen und Lesarten von Carl Georg von Maassen (1880–1940). München und Leipzig 1908–1928, Georg Müller [modernisierte Orthographie] Band 1, 1908. Fantasiestücke in Callots Manier archive.org
- E. T. A. Hoffmann: Kreisleriana. S. 32–82 und S. 360–455 in: Hartmut Steinecke (Hrsg.): E. T. A. Hoffmann: Fantasiestücke in Callot's Manier. Werke 1814. Deutscher Klassiker Verlag im Taschenbuch. Bd. 14. Frankfurt am Main 2006, ISBN 978-3-618-68014-7 (entspricht: Bd. 2/1 in: Hartmut Steinecke (Hrsg.): „E. T. A. Hoffmann: Sämtliche Werke in sieben Bänden“, Frankfurt am Main 1993).

## Sekundärliteratur
- Hans-Georg Werner: E. T. A. Hoffmann. Darstellung und Deutung der Wirklichkeit im dichterischen Werk. Arion Verlag, Weimar 1962.
- Peter von Matt: Die Augen der Automaten. E. T. A. Hoffmanns Imaginationslehre als Prinzip seiner Erzählkunst. Max Niemeyer Verlag, Tübingen 1971, ISBN 3-484-18018-8.
- Rüdiger Safranski: E. T. A. Hoffmann. Das Leben eines skeptischen Phantasten. 2. Auflage. Fischer-Taschenbuch-Verlag, Frankfurt am Main 2001 (1. Aufl. 1984), ISBN 3-596-14301-2.
- Gerhard R. Kaiser: E. T. A. Hoffmann. Metzler, Stuttgart 1988, ISBN 3-476-10243-2. (Sammlung Metzler; 243; Realien zur Literatur)
- Ingo Müller: Die Rezeption E.T.A. Hoffmanns in der klassischen Musik des 19. bis 21. Jahrhunderts. In: “Unheimlich Fantastisch – E.T.A. Hoffmann 2022”. Begleitbuch zur Ausstellung der Staatsbibliothek Berlin in Zusammenarbeit mit dem Deutschen Romantik-Museum Frankfurt a. M. und der Staatsbibliothek Bamberg, hg. von Benjamin Schlodder, Christina Schmitz, Bettina Wagner und Wolfgang Bunzel, Leipzig 2022, ISBN 3-95905-573-0 S. 315-322.
- Helmut de Boor, Richard Newald: Geschichte der deutschen Literatur von den Anfängen bis zur Gegenwart. Band 7: Gerhard Schulz: Die deutsche Literatur zwischen Französischer Revolution und Restauration. Teil 2: Das Zeitalter der Napoleonischen Kriege und der Restauration. 1806–1830. Beck, München 1989, ISBN 3-406-09399-X.